# 토비 존스
토비 존스(Toby Jones, 1966년 10월 7일 ~ )는 잉글랜드의 배우이다.

## 출연 작품

### 영화
- 해리포터와 비밀의 방
- 캡틴 아메리카: 윈터 솔져
- 스노우 화이트 앤 더 헌츠맨 - 콜 역
- 거울 나라의 앨리스
- 테일 오브 테일즈
- 앤트로포이드 - 하이스키 역
- 노인 부대
- 모건
- 칼레이도스코프
- 아토믹 블론드 - 에릭 그레이 역
- 스노우맨 - DC 스벤손 역
- 저니스 엔드 - 메이슨 역
- 해피 엔드 - 로렌스 브래드쇼 역
- 동물원
- 쥬라기 월드: 폴른 킹덤 - 휘턴 역
- 곰돌이 푸 다시 만나 행복해 - 부엉이 역(목소리)
- 노르망디 뉘
- 아웃 오브 블루 - 이안 역
- 루이스 웨인: 사랑을 그린 고양이 화가 - 윌리엄 잉그램 역
- 아카이브 - 빈센트 싱클레어 역
- 인피니트
- 크리스마스로 불리는 소년 - 토포 신부 역
- 인디아나 존스: 운명의 다이얼 - 베질 쇼 역

### 드라마
- 웨이워드 파인즈 시즌 2 (FOX)
- 더 시크릿 에이전트 (BBC one)
- 검찰 측의 증인 (BBC one)
- 셜록 시즌 4 (BBC one) - 커버튼 스미스 역